# Arapaima
Arapaima é o gênero tipo da subfamília Arapaiminae dentro da família Osteoglossidae.
Era tradicionalmente considerado um gênero monotípico, mas posteriormente outras espécies foram distinguidas. Como consequência, a maioria dos estudos anteriores às descrições foram feitos usando o nome A. gigas.

## Taxonomia
Atualmente são reconhecidas as seguintes espécies:
- Arapaima agassizii (Valenciennes, 1847)
- Arapaima gigas ( Schinz, 1822)
- Arapaima leptosoma DJ Stewart, 2013
- Arapaima mapae (Valenciennes, 1847)

## Espécies
Entre as espécies posteriormente descritas, a mais vista e estudada é A. arapaima, embora um pequeno número de A. leptosoma também tenha sido registrado no comércio de aquários. As espécies restantes são praticamente desconhecidas: A. agassizii é conhecido de desenhos antigos detalhados (o próprio espécime-tipo foi perdido durante os bombardeios da Segunda Guerra Mundial) e A. mapae de seu espécime-tipo.